# 院外団

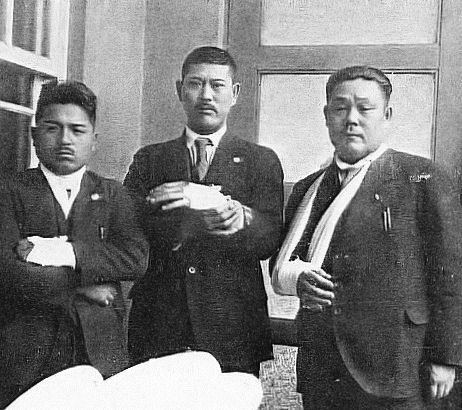
立憲民政党の院外団員。1931年（昭和6年）3月撮影。

院外団（いんがいだん）は、昭和戦前・戦中期の日本の保守政党において、議院外の政党活動に従事した非議員からなる集団のことである。

## 概要
自由民権運動時代の壮士の流れを汲み、自らを壮士ということもあった。1890年（明治23年）に衆議院が開院されると、党の要職に就くのは衆議院議員にほぼ限られるようになった。初期の議会は制限選挙だったので、選挙権も被選挙権も持たない支持者が大勢を占めた。そして、一般の支持者は、政党としてはほとんど組織化されておらず、非議員の党員・支持者は院外団によって、事実上の下部組織として機能するようになった。院外団は選挙での応援演説を行ったり、演説会場の警備や議員の護衛、さらには他党の演説会場に乱入したり有権者の動員を行ったりすることもあった。時には殺し合いに発展したこともあった。歴史学者の色川大吉によれば、高知県では与党側の院外団が野党側の院外団を襲撃し、死者・負傷者を出す騒ぎになったため、投票箱を警察が護衛していたという。
1892年（明治25年）、楠本正隆らが組織した民党（自由党）の院外団が始まりとされる。1903年（明治36年）12月1日、立憲政友会が「立憲政友会院外団」として正式に組織化した。当初は入団者を国政選挙立候補経験者や古参党員に限定したため、護衛兼青年部として「鉄心会」も組織された。「鉄心会」はやがて院外団の中心となり、郵政事件では大和民労会とともに吉田磯吉の九州側と対峙し、後に議員となった大野重治、大野伴睦らを輩出した。1928年（昭和3年）のデータでは、東京府だけで政友会・民政党各1300人ほどの院外団がいたという。
院外団に近かった憲法学者の竹内雄によれば、院外団の発展は大正時代の第一次護憲運動が発端であり、桂太郎内閣打倒・憲政擁護を掲げた国民運動を組織する時、民衆側の運動を仕切ったのは院外団の村野常右衛門であり、彼がスローガンも作っていた。当時の院外団は大学の政治部・弁論部の部員が多く、ボランティアで選挙演説をするだけで妨害行為はしなかった。時々ごちそうになって喜んでいたぐらいだったが、昭和に入ってから堕落し、ヤクザ・的屋・右翼団体を院外団に加えたため、彼らが暴力沙汰にも手を染めるようになった。彼らは議員に金をせびったりしていたと証言している。
構成員には元衆議院議員をはじめ、生活に困って入団した者まであり、中には院外団活動をしているうちに見込まれて院内活動を志し衆議院議員に転じた例もある。政友会院外団出身の衆議院議員は大野伴睦・藤井達也・大石倫治・土倉宗明・深沢豊太郎らがおり、民政党院外団出身の衆議院議員は椎熊三郎らがいた。出身者いわく「決して暴力団ではなかったが、まあ腕力団ぐらいのことはあった」。
戦後の自由党、日本民主党にも院外団が作られた。1955年（昭和30年）、保守合同で自由民主党が成立すると、「自由民主同志会」（1968年より「自由民主党同志会」）として院外団も合同した。自由民主党同志会は自民党本部内に事務所を持っていたが、議員による支持者の組織化が進み、歴史的使命を半ば終えていた。一般の支持者は政治家の後援会員として、政治家志望者は議員秘書や党職員として吸収されていった。自由民主党同志会は、2002年（平成14年）には自民党本部を退去させられている。
左派政党で議員以外の市民や活動家が活動する場合、「サポーター」・「勝手連」と称することが多い。